# Полисарио
Народни фронт за ослобођење Сагија ел Амре и Рио де Ороа (Фронт Полисарио) (шп. Frente Popular de Liberación de Saguía el Hamra y Río de Oro, Frente Polisario) је ослободилачки покрет који се бори за независност и међународно признање самопроглашене државе Сахарска Арапска Демократска Република на територији целе Западне Сахаре, а која је под делимичном контролом Марока. Од 1979, Уједињене нације признају Полисарио као представника народа Западне Сахаре.

## Историја
Полисарио је основан 10. маја 1973. године са циљем да се оружаном борбом ослободе Сагија ел Амра и Рио де Оро од шпанске колонијалне власти. Утицај Полисарија је постепено растао у Западној Сахари и придруживало му се све више бораца. У јуну 1975, мисија Уједињених нација посетила је колонију и закључила да постоји „свеобухватан консензус“ међу становништвом за независност колоније, а против подршке шпанске владе или за уједињење са неком суседном државом и да је Полисарио је најјача политичка снага у земљи.
Влада Шпаније је средином 1975. године одлучила да се повуче из Западне Сахаре, па је 14. новембра потписала Мадридски договор са Мароком и Мауританијом, према којему је Мароко до 1976. требало да преузме контролу над Сагија ел Амром, а Мауританија над Рио де Ором. Вође Полисарија нису се сложили са одлуком шпанске владе, па су 27. фебруара 1976. године прогласили Сахарску Арапску Демократску Републику (САДР) и наставили оружану борбу за независност Западне Сахаре, сада против Марока и Мауританије.
Под притиском учесталих оружаних напада Полисарија, Мауританија је потписала мировни споразум са Полисариом 5. августа 1979. године, којим је признала право Западне Сахаре на независност и одрекла се права на било који део њене територије. Мароко је негативно реаговао на овај споразум и једнострано припојио територију Западне Сахаре, коју су напустиле снаге Мауританије. Од тада Полисарио води борбу за независност само против Марока, који контролише две трећине Западне Сахаре. Полисарио има контролу над само једном трећином територије, која је углавном пустиња, економски заостала, са много минских поља и углавном ненасељена. Полисарио у својој борби прима значајну подршку од Алжира, где се тренутно налази и база покрета.
Дана 6. септембра 1991, потписан је мировни споразум између Полисарија и Марока, који је предвиђао референдум о независности који је требало да се одржи наредне године. Међутим, било је неслагања око права гласа и сви напори да се поново покрене процес су пропали. Тако референдум о независности Западне Сахаре од Марока још увек није одржан. Западносахарске избеглице у Алжиру врше притисак на руководство Полисарија да настави оружану борбу, али се примирје уговорено 1991. још увек поштује.